# Gautefall
Gautefall er et vintersporstsområde i den vestlige del af Drangedal kommune og strækker sig også ind i nabokommunen Nissedal kommune i Vestfold og Telemark fylke i Norge. Området befinder sig mellem 500 og 800 meter over havet.

## Afstande til Gautefall
Gautefall ligger 222 km fra Oslo, 160 km fra Kristiansand, 105 km fra Arendal og 97 km fra Risør. 

## Gautefall alpincenter
Gautefall alpincenter blev taget i brug i 1976 og har 7 skilifter og 17 løjper. Desuden er her helårsanlæg til skiskydning og gode forhold til langrend.

## Ekstern henvisning
- Gautefall.no

59°04′N 8°45′Ø / 59.07°N 8.75°Ø